# 天主教錫帕基拉教區
天主教錫帕基拉教區（拉丁語：Dioecesis Zipaquirensis）是哥倫比亞一個羅馬天主教教區，屬波哥大總教區。
教區成立於1951年9月1日，包括昆迪納馬卡省東北部。2010年有教友572,000人（佔轄區總人口92.9%）、七十三個堂區、142名司鐸。現任教區主教為埃克托·庫維略斯·佩尼亞。